# Max Stirner
Johann Kaspar Schmidt (Bayreuth, Confederación del Rin; 25 de octubre de 1806-Berlín, Confederación Germánica; 26 de junio de 1856), más conocido como Max Stirner, fue un filósofo alemán post-hegeliano, conocido principalmente por su obra El único y su propiedad, un libro que expone una ontología y filosofía del egoísmo, publicado por primera vez en 1845 en Leipzig y que desde entonces ha aparecido en numerosas ediciones y traducciones; su título original en alemán es Der Einzige und sein Eigenthum.
Stirner no dejó mucha obra escrita, y como pensador pasó casi desapercibido durante su vida. No manifestó formar parte o fundar alguna filosofía o ideología durante su vida, aunque su formación y entorno intelectual fueron marcadamente hegelianos; sin embargo, luego de su muerte a menudo ha sido visto como uno de los precursores del nihilismo, el existencialismo, la teoría psicoanalítica, la filosofía posmoderna, la anarquía posizquierda y el anarquismo individualista.

## Biografía

### Primeros años
Nació en la ciudad alemana de Bayreuth, en el Estado federado alemán de Baviera, el 25 de octubre de 1806.

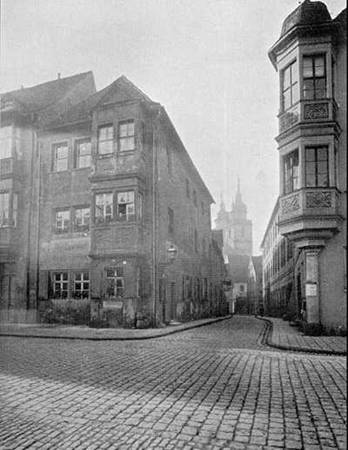
Fotografía de la casa en la que nació Max Stirner en Bayreuth. Sacada del libro Max Stirner, Sein Leben und Sein Werk (John Henry Mackay), de 1914.

La configuración sociopolítica de su entorno se caracterizará en estos años por un periodo de breve estabilidad. El 12 de julio de 1806 se reunieron en París dieciséis príncipes alemanes, entre los que se encontraba el de Baviera, y firmaron el acta de la Rheinbund (Confederación del Rin), con la que ponían fin a sus vínculos con el Sacro Imperio Romano Germánico y concretaban la alianza con el Imperio francés. Ante tales circunstancias, Francisco II de la Casa de Austria renunció al título de emperador germánico, lo que puso fin al que se ha considerado último descendiente occidental del Imperio romano.
Hijo único de Albert Christian Heinrich Schmidt (1769-1807), un artesano de clase media-baja fabricante de flautas, y de Sophia Elenora Reinlein (1778-1839), ambos de religión luterana. Justo a los seis meses de su nacimiento, el 19 de abril de 1807, su padre fallece de tuberculosis y en 1809 su madre se vuelve a casar con Heinrich Ballerstedt, farmacéutico de 57 años de edad de Helmstedt, deja provisionalmente a su hijo a cargo de familiares en Bayreuth, estableciéndose finalmente en Kulm, en la región del Vistula, al oeste de Prusia, donde Schmidt se reunirá con ella de nuevo en 1810.
La mayor parte de la infancia de Schmidt estará ligada a la de la ciudad de Bayreuth, donde naciera y en la que viviría sus primeros años y adolescencia, la cual permanecerá en la Confederación del Rin, cuya existencia se prolongará entre 1806 y 1813; también vivirá en Kulm (Prusia) entre 1810 y 1819 y a la que regresará mucho más tarde y por breve tiempo hacia 1830.
Hacia 1814-1815 se establece un nuevo orden en Europa. La situación en la Confederación Germánica, una asociación de diversos Estados soberanos entre los que se encuentra Baviera que surge en sustitución de la antigua Confederación del Rin, no es particularmente buena para el libre pensamiento: la prensa y la publicidad están sometidas a una fuerte censura, las universidades controladas y la actividad política disidente fue prácticamente imposible.
En 1819, contando a la sazón con 12 años, Schmidt regresa a Bayreuth, donde volverá a vivir de nuevo con unos familiares, para seguir durante siete años su interrumpida escolarización en la escuela local. Poco conocemos de esta etapa de su vida, salvo el nombre de algunos de sus tutores locales como Pausch, Kieffer, Neubig, Kloeter, Held y Gabler, bajo las enseñanzas de los cuales se formaría su educación secundaria.

### Juventud
Terminados sus estudios secundarios, empieza a estudiar filología, filosofía y teología en la Universidad de Berlín, donde coincide con Georg Wilhelm Friedrich Hegel (quien es su profesor de Filosofía de la religión), Friedrich Schleiermacher y Philipp Konrad Marheineke, en 1826, con 20 años, continuando sus estudios en las ciudades de Erlangen (1829) y Königsberg (1829). En 1829 interrumpió sus estudios y viajó por Alemania, volviendo temporalmente a Kulm en 1830 para ocuparse de los problemas de salud mental de su madre, Sophia Eleonora. En 1832 regresa (con su madre) a Berlín y termina sus estudios allí en 1834, teniendo para entonces la edad de 28 años. Se presenta entonces a los exámenes para acceder a la docencia profesional y entre 1834 y 1835, Schmidt trabaja en prácticas sin sueldo como personal docente en la Königliche Realschule de Berlín; para el acceso a tal puesto escribirá una pequeña tesis, Ueber Schulgesetze (Las normas de la escuela). En enero de 1837, su madre fue confinada en el hospital de caridad Die Charité Hospital de Berlín.
En 1837, el mismo año en que fallece su padrastro, se casa con Agnes Klara Kunigunde Butz (la hija ilegítima de la propietaria de la vivienda en la que por entonces reside en régimen de alquiler), quien morirá un año más tarde, el 29 de agosto, durante el parto del nonato hijo de ambos. 
Comienza a trabajar en 1839 en un colegio berlinés para señoritas de familia acomodada, frecuentando simultáneamente lugares de animada actividad bohemia e intelectual como Café Stehely y Hippel's Weinstube. Ese mismo año fallece su madre, afectada en la última etapa de su vida por distintos trastornos mentales.

### Madurez

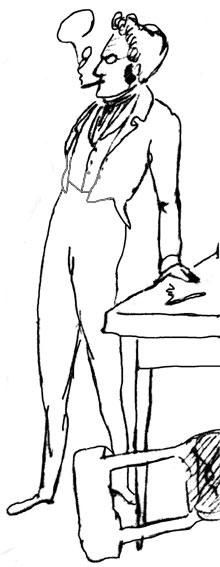
Ampliación de la imagen correspondiente a Stirner en la caricatura de Friedrich Engels de una de las reuniones del grupo Die Freien.

Es por aquellas fechas cuando Schmidt se une a un grupo de jóvenes hegelianos conocido como Die Freien ("Los libres"), una tertulia filosófica y política donde trabó relación con Friedrich Engels y Bruno Bauer, futuro pope de la Crítica pura o Crítica crítica (expresión que hizo conocida Karl Marx).

Una de las muchas firmas utilizadas por Max Stirner en sus manuscritos.

En 1841 comienza a escribir pequeños textos de opinión para la publicación Die Eisenbahn (El Ferrocarril), entrando en contacto con el mundo editorial berlinés de la época y empezando a usar literariamente el pseudónimo de Max Stirner, que parece ser hace alusión a su amplia frente (en alemán, Stirn, frente).
Durante el día se dedica a la educación de jóvenes burguesas y por la noche se reúne con el círculo de jóvenes hegelianos. Existen unos versos burlones de Engels sobre la actitud del joven Stirner en aquellas veladas: 

Mirad a Stirner, miradlo, el tranquilo enemigo de toda coacción.
Por el momento bebe todavía su cerveza, pronto beberá sangre como si fuera agua.
Cuando los otros lanzan su grito salvaje "abajo el rey",
enseguida completa Stirner "abajo también la ley".

En 1842 aparece en Colonia Rheinische Zeitung (Gaceta Renana), formada por Heinrich Bürgers, Hess, Marx, Bauer, Köppen y Stirner. Pero tiempo después este círculo se escinde en dos tendencias. Los del grupo de Marx, Rouge y Hess, marcan distancia con respecto a Hegel y los segundos con los Bauer y la Liga de Los Libres como Mayen, Buhl, Köppen, Nauwerk y Stirner, que piensan en la revolución de las conciencias a través de una crítica negativa, de carácter ateo y carente de reglas. 
Tuvo un segundo matrimonio con Marie Dähnhardt, con quien se casa en ese mismo año, pretendiendo una especie de imitación del matrimonio del escritor George Sand, por sus costumbres liberales. Coincidiendo con el momento en que empieza a escribir pequeños artículos y ensayos para varias publicaciones periódicas, aparte de las ya citadas Die Eisenbahn (1841-1842) y Rheinische Zeitung (1842) durante el periodo en el que ésta era dirigida por Karl Marx, aparecerán textos de Stirner también en Leipziger Allgemeine Zeitung (1842) o Berliner Monatsschrift (1843), así por ejemplo, Das unwahre Princip unserer Erziehung, oder Humanismus und Realismus (El falso principio de nuestra educación, o Humanismo y Realismo), Kunst und Religion (Arte y religión), todos ellos de 1842, o Einiges Vorläufige vom Liebesstaat (Algunos comentarios provisionales sobre el Estado basado en el amor), de 1843. 
A principios del mes de octubre de 1844, contando con treinta y ocho años y coincidiendo en el tiempo con su renuncia al trabajo como tutor en el colegio femenino, aparece su obra más importante Der Einzige und sein Eigentum (El único y su propiedad), una especie de diario de lógica, en el cual desarrolla un resumen del movimiento de los jóvenes hegelianos durante los años 1843 y 1844.
El 28 de octubre, el libro es censurado y secuestrado por el Estado, lo que aumenta el interés popular por el mismo. Poco después se retira la censura, permitiendo de nuevo su venta. La celebridad le duró poco.

### Últimos años

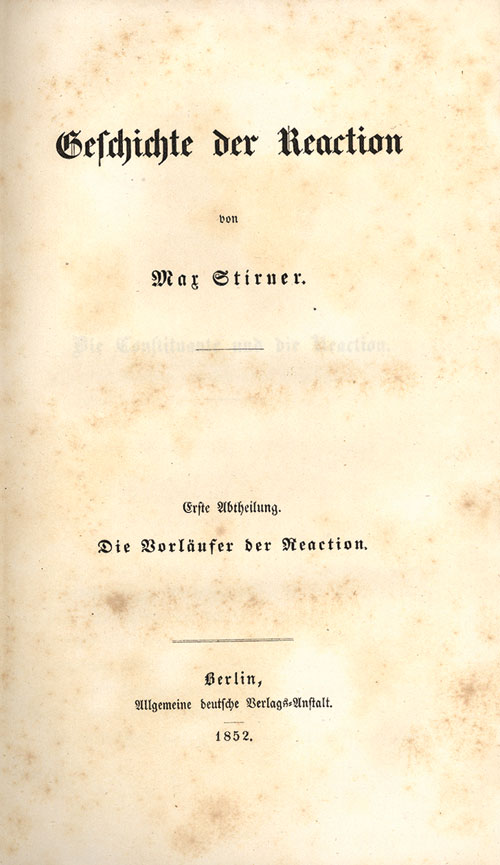
Geschichte der Reaction, 1852.

Stirner escribe varios ensayos en respuesta a las críticas desarrolladas por distintos autores a su libro Der Einzige und sein Eigentum (El único y su propiedad). Los primeros, agrupados bajo el nombre de Recensenten Stirners (Críticos de Stirner), una serie de réplicas a Ludwig Feuerbach, Szeliga y Hess, publicadas en Wigand's Vierteljahrschrift en 1845. 
En 1846, tras cuatro años de matrimonio experimental, se separa de Marie Dähnhardt y continúa con las contestaciones a sus críticos, así Die Philosophischen Reaktionaere (Los reaccionarios filosóficos), réplica a Kuno Fischer (1824-1907), en el quinto volumen de Epigonen de Wigand, en 1847, año en el que también traduce y publica en alemán algunos trabajos de economía, como Traité d'Economie Politique del francés Jean-Baptiste Say y La riqueza de las naciones, del británico Adam Smith.
No participará en la Revolución alemana de 1848, pero posteriormente, en 1852, publica la primera parte de Geschichte der Reaktion (Historia de la reacción), obra en la que trata precisamente los recientes sucesos. 
Intentó montar un negocio y fracasó, quedando reducido a la indigencia y en 1853 pasa pequeñas temporadas en la cárcel por deudas económicas (del 5 al 26 de marzo de 1853 y del 1 de enero al 4 de febrero de 1854). Muere en 1856 y el Registro Civil anota a propósito de su fallecimiento: «Ni madre, ni mujer, ni hijos».

## Filosofía
El libro de Stirner, El único y su propiedad, publicado en 1844, y principal muestra del pensamiento del autor, no siempre es descrito desde el mismo enfoque, pues diferentes análisis pueden darle más énfasis a diferentes aristas de la obra, desde la ontología, a la filosofía de la mente hasta la filosofía moral o inclusive la filosofía política, que los estudiosos puedan extraer o interpretar del texto. Stirner comienza afirmando que el centro de toda reflexión, y aun de toda realidad, es el hombre. Sin embargo, no se trata del hombre en general, ni del representante de una Humanidad abstracta, sino del individuo, de «mí mismo» en cuanto «yo» único. El «Único» es único no porque esté relacionado con nada, sino más bien porque él, y solo él, es el fundamento de toda relación posible. Todo lo que me une a otros, o todo lo que tengo en común con otros, es solo relativo respecto al carácter absoluto de «mi» unicidad. En suma, la unicidad no parece ser en Stirner ausencia de relación, sino que la relación es ausencia de unicidad.
Stirner proclama que todas las religiones e ideologías se asientan en conceptos vacíos, que, superpuestos a los intereses personales de los individuos, revelan su invalidez. Lo mismo es válido para las instituciones sociales que sustentan estos conceptos y que reclamen autoridad sobre el individuo, pretendiendo hacer del individuo un esclavo, y servirse de este para su causa egoísta. Lo mismo es válido tanto para el «Dios» de los cristianos como la «Humanidad» o la «Libertad» de los ideólogos modernos, ya que siempre se trata de un ideal. Según él, no son más que creencias, fantasmas, pensamientos abstractos destinados a perpetuar el estado de servidumbre y a estar por encima del individuo. Propone que las comúnmente aceptadas instituciones sociales, incluyendo la noción de Estado, la propiedad como un derecho, los derechos naturales, y en general la noción misma de la sociedad son cosificaciones de la mente. Stirner no se opone personalmente a las luchas llevadas a cabo por determinadas ideologías como el socialismo, el humanismo de Ludwig Feuerbach o la defensa de los derechos humanos. Más bien, se opone a su abstracción legal e ideal, un hecho que lo diferencia de los individualistas liberales, incluidos los anarcocapitalismos y los libertarios de derecha, pero también de las teorías Übermensch del fascismo, ya que coloca al individuo en el centro y no al colectivo sagrado. Sobre el socialismo, Stirner escribió en una carta a Moses Hess que «no estoy en absoluto contra el socialismo, sino contra el socialismo consagrado; mi egoísmo no se opone al amor ni es enemigo del sacrificio, ni de la abnegación y menos que nada del socialismo, en fin, no es enemigo de los verdaderos intereses, se rebela no contra el amor, sino contra el amor sagrado, no contra el pensamiento, sino contra el pensamiento sagrado, no contra los socialistas, sino contra el socialismo sagrado».
Como opuesto a esto, Stirner llama a la conformación de una asociación voluntaria de personas (o como él la llama «unión de egoístas») que se opone a la concepción de los grupos y colectivos abstractos y no basados en el «egoísmo» de los individuos, como serían la sociedad, la nación, el Estado o la familia. Por este motivo el egoísmo de Stirner es un «deber ser» (un egoísmo moral, normativo) que no debe ser confundido con el egoísmo psicológico de Jeremy Bentham que es pretendidamente descriptivo de cómo actúa permanentemente el ser humano.
En su libro el autor argumentó que la única limitación en el individuo es su poder para obtener lo que él desea. También mencionó que la influencia moral comienza donde comienza la humillación, bajo la cual el orgullo, forzado a doblarse o romperse, deja el puesto a la sumisión.

### Posible influencia de Hegel
El erudito Lawrence Stepelevich argumenta que Georg Wilhelm Friedrich Hegel fue una gran influencia en El único y su propiedad. Mientras que este último tiene una «estructura y tono no hegelianos» en general y es hostil a las conclusiones de Hegel sobre el yo y el mundo, Stepelevich argumenta que la obra de Stirner se entiende mejor como respondiendo a la pregunta de Hegel sobre el papel de la conciencia después de haber contemplado «conocimiento falso» y convertirse en «conocimiento absoluto». Stepelevich concluye que Stirner presenta las consecuencias de redescubrir la autoconciencia después de darse cuenta de la autodeterminación.
Los estudiosos como Douglas Moggach y Widukind De Ridder han argumentado que Stirner era obviamente un estudiante de Hegel, al igual que sus contemporáneos Ludwig Feuerbach y Bruno Bauer, pero esto no necesariamente lo convierte en un hegeliano. Contrariamente a los jóvenes hegelianos, Stirner despreciaba todos los intentos de una crítica inmanente de Hegel y la Ilustración y también renunciaba a las afirmaciones emancipadoras de Bauer y Feuerbach. Contrariamente a Hegel, quien consideraba lo dado como una encarnación inadecuada de la racionalidad, Stirner deja intacto lo dado al considerarlo un mero objeto, no de transformación, sino de disfrute y consumo («Su Propiedad»). Según Moggach, Stirner no va más allá de Hegel, pero en la práctica le deja el dominio de la filosofía en su totalidad:

Stirner se negó a conceptualizar el yo humano y lo dejó sin ninguna referencia a la racionalidad o los estándares universales. El yo, además, se consideraba un campo de acción, un «Yo que nunca es ser». El 'yo' no tenía ninguna esencia que realizar y la vida misma era un proceso de autodisolución. Lejos de aceptar, como los hegelianos humanistas, una concepción de subjetividad dotada de una misión ética y universal, la noción de Stirner de 'el único' ('Der Einzige') se aleja de cualquier conceptualización: 'No hay desarrollo del concepto del único. Ningún sistema filosófico puede construirse a partir de él, como puede ser a partir del Ser, el Pensamiento o el Yo. Más bien, con él, cesa todo desarrollo del concepto. La persona que lo ve como un principio piensa que puede tratarlo filosófica o teóricamente y necesariamente desperdicia su aliento argumentando en su contra'.
Douglas Moggach y Widukind De Ridder

## Influencia de su obra
La obra de Stirner pasa años silenciosos. Décadas luego de su muerte algunas fuentes van considerando en su obra posibles elementos de afinidad (parcial) con la obra de célebres filósofos como Johann Gottlieb Fichte (la idea de que la realidad es un producto del sujeto pensante), Friedrich Nietzsche (por la idea del superhombre), Arthur Schopenhauer (por la idea de la voluntad), o Søren Kierkegaard (la defensa de la singularidad del individuo). Esta asociación conceptual de Stirner con otros autores de mayor renombre es lo que más ha mantenido cierto interés en su principal escrito a lo largo del tiempo, aunque casi siempre ha sido un interés breve y restringido a pocas personas.
Mientras que Stirner no fue un filósofo político, las interpretaciones políticas post mortem sobre su idea de un individuo empoderado y sin ataduras ideológicas ni sociales sirvieron para que durante los primeros años del siglo XX paradójicamente fuese invocado como una figura representativa tanto para el anarquismo individualista como para la extrema derecha y el proto-fascismo.
Las principales figuras que hicieron que Stirner no pasara al total olvido luego de su muerte, aunque no necesariamente hayan sido continuadores estrictos de su obra, son Nietzsche (de forma involuntaria, gracias a su propio renombre como filósofo), Oskar Panizza (quien elabora su filosofía de la mente sobre la base de Stirner en la década de 1890), y John Henry Mackay, su primer biógrafo y el responsable de asociar por primera vez a Stirner con una ideología política (en este caso con el anarquismo) entre la última década del siglo XIX y la primera del siglo XX, casi 50 años después de la muerte del filósofo.
Aunque San Max (Sankt Max) de Karl Marx, una gran parte de La ideología alemana de 1846 (Die Deutsche Ideologie), no se publicó hasta 1932, aseguró a Der Einzige und sein Eigentum un lugar de curioso interés entre los lectores marxistas, la ridiculización de Marx hacia Stirner ha jugado un papel importante en la preservación del trabajo de Stirner en el discurso popular y académico a pesar de su falta de popularidad en general.

### Influencia en la filosofía
Hacia los años 1870, el filósofo Nietzsche lee su obra, que le influirá en algunas de sus posteriores etapas sin que, sin embargo, lo cite jamás como fuente, desarrollando la obra de Nietzsche, a pesar de la influencia reconocible, una postura distinta de la que toma Stirner.
Veinte años después de publicado el libro de Stirner, el autor Friedrich Albert Lange escribió:

Stirner llegó tan lejos en su notorio trabajo, 'Der Einzige und Sein Eigenthum' (1845), como para rechazar todas las ideas morales. Todo lo que, de cualquier manera, sea una fuerza externa, una creencia o una mera idea, se coloca por encima del individuo y su capricho, que Stirner rechaza como una limitación odiosa de sí mismo. Qué pena que para este libro, lo más extremo que sepamos en alguna parte, no se haya agregado una segunda parte positiva. Habría sido más fácil que en el caso de la filosofía de Schelling; desde el Ego ilimitado, puedo engendrar de nuevo todo tipo de idealismo como mi voluntad y mi idea. Stirner pone tanto énfasis en la voluntad, de hecho, que aparece como la fuerza fundamental de la naturaleza humana. Puede que nos recuerde a Schopenhauer.
Friedrich Albert Lange, 1865

Algunas personas creen que, en cierto sentido, pronto se agregaría una «segunda parte positiva», aunque no por parte de Stirner, sino de Friedrich Nietzsche. La relación entre Nietzsche y Stirner parece ser mucho más complicada. Según Lange y Nietzsche, de George J. Stack, Nietzsche leyó La historia del materialismo de Lange "una y otra vez" y, por lo tanto, estaba muy familiarizado con el pasaje relacionado con Stirner.
Los comentarios que en este período provoca no son, por otra parte, particularmente positivos; así, por ejemplo, Karl Robert Eduard von Hartmann comenta en su obra Die Selbstzersetzung des Christentums und die Religion der Zukunft de 1874, a propósito del «egoísmo rebelde a toda regla» y sobre el ensayo de Stirner:

Esta obra, más rica en ideas que las obras completas de este célebre filósofo, es, por la locura carnavalesca de sus resultados perfectamente lógicos, la prueba indirecta más brillante de la imposibilidad de fundar la ética sobre la base del individualismo y de la necesidad de buscar esta base en el monismo. Se ha fraguado contra este libro la conspiración del silencio hasta en los círculos más liberales, y todos se han cubierto el rostro con afectada indignación; pero el secreto terror que se echa de ver en este modo de obrar, prueba tan sólo que no se ha sabido encontrar el punto vulnerable del incómodo adversario, o que se ha retrocedido ante la necesidad de ceñir las solas armas con las cuales se puede herir al egoísmo en el corazón, el monismo y el pesimismo.

En 1882 aparece una segunda edición de la principal obra de Stirner, Der Einzige und sein Eigentum, de la mano de Otto Wigand. Uno de sus primeros lectores de este período será el médico y escritor alemán Oskar Panizza, quien en 1895 escribe un ensayo sobre psicología bajo la influencia de la filosofía de Stirner, Der Illusionismus und die Rettung der Persönlichkeit, dedicado de hecho «a la memoria de Stirner». En él, Panizza menciona que durante sus años de universidad conoció al autor:

[A]llí leí a Stirner; Stirner, un Lazarus menor de los Filósofos, presente y vuelto a la vida otra vez, para demostrarnos que el pensamiento está quizá de más, como el iris del microscopio, la craneometría, el medir encefalogramas y la aplicada Psicología experimental; Stirner, el escritor que en resumen ha probado de manera concisa, rápida y a menudo de forma basta, que esa facilidad y fluidez de la dialéctica es una ventaja para el tratamiento de disciplinas abstractas frente a la mezcolanza dura como el asfalto de tener en la boca Sánscrito. - Le debo sobretodo el aliento del escrito presente. Y por lo tanto le debo en gratitud dedicar a su nombre la obra.

Que estoy influido en algunas cosas por Stirner, se convierte en obvio al observador agudo.
El Ilusionismo y la Salud de la Personalidad, 1895, Prólogo

En este texto filosófico y con intención polémica Panizza se burla de la mitología cristiana y toma partido por una forma de idealismo alemán inspirada en Stirner, en la que afirma que el mundo es el producto del «Dämon» (en el sentido de un «principio creador, eficaz, inspirador» que puede traducirse como «demonio») dentro de cada individuo, donde equipara el «Dämon» al concepto de «Ego» o «Yo» de Stirner. Panizza invita a cada uno a fundirse con lo que le inspira su «Dämon», sin retroceder «ante las consecuencias que resultarán en el mundo de los fenómenos».

No avanzas, orientando tus conclusiones hacia tu entorno, apoyándote en este mundo: estando vivo y actuando, debes orientar tus conclusiones hacia adelante y basarte en tu Daemon. Está allí para ti; aliado a él, puedes desafiar este mundo limitado y estúpido. Puedes despreciar estas máscaras de ojos azul pálido que te rodean y estos autómatas gafudos que te enseñan en un tono doctoral, a cambio del almuerzo que les está garantizado, que debes tener un tal sagrado y morir por tal otro, que debes ser un miembro calificado de la sociedad y un buen ciudadano, quien hace o rompe el juramento prestado a la voluntad de las entradas y salidas de las augustas dinastías de su país... Puedes reírte de ellos y considerarlos como un 'genus hominum' muy inferior ti - si estás de acuerdo con tu Daemon.
El Ilusionismo y la Salud de la Personalidad, 1895

Panizza delimita una visión proto-solipsista y pre-constructivista de algunos de los planteamientos de la obra de Stirner, en torno a lo que considera la irrealidad de nuestras irreprimibles expectativas (pensamientos), ajenas a nosotros mismos y desarrolla la tesis de la espectralidad del pensamiento y propone en el mismo una imagen del mundo como perpetua alucinación subjetiva del sujeto. Panizza llega entonces a afirmar, al final de su ensayo, que «si no destruímos el pensamiento, el pensamiento nos destruye a nosotros». Panizza, a diferencia de autores posteriores, no aborda a Stirner desde sus ideas sobre la ética sino desde sus ideas sobre la mente y el Ser.

### Influencia política
Al redescubrimiento de su obra colabora notablemente el poeta y escritor británico-escocés John Henry Mackay, quien entre 1889 y 1933 se esforzará en su divulgación y escribirá además su primera biografía, destacando de su producción textos como Die Anarchisten (Los Anarquistas) de 1891 – donde por primera vez un autor incluye a Stirner como uno de los teóricos políticos del anarquismo, clasificación que aunque puede juzgarse de apócrifa, en adelante ayudó de algún modo a mantener viva la memoria de su nombre mientras el movimiento social anarquista estuvo activo hasta antes de la Segunda Guerra Mundial –, la edición de lujo de Der Einzige und sein Eigentum de 1911, Max Stirner, Sein Leben und Sein Werk (Max Stirner, su vida y su obra), de 1914 y Der Freiheitsucher (El buscador de la libertad), de 1921. Al descubrir la obra de Stirner alrededor de 1889, Mackay se pregunta «Oh, dioses del Universo, ¿cómo es posible que filósofo tan excelso no cuente con biografía alguna publicada sino que sea pasto del barro y el cieno?» y así, se puso él a escribir la primera biografía conocida de Stirner.
La inclusión post mortem de Stirner a finales del siglo XIX como fuente teórica del anarquismo es descrita de esta forma por parte del historiador y polítologo Jean Touchard:

En los últimos treinta años del siglo XIX el anarquismo alcanzó un éxito considerable en los medios populares y en ciertos círculos intelectuales (muy limitados) de Francia, España, Italia del Norte y Rusia. Pero hubo muchas formas de anarquismo. Hubo un pretendido "anarquismo" derivado de Stirner y de su vehemente exaltación del "yo único". Stirner define así su Asociación de Egoístas (que opone a la sociedad): "La utilización de todos por todos". Es un solipsismo apasionado que podría por ello encontrar cierta prolongación en Nietzsche. No ejerció casi ninguna influencia en los medios populares.
Historia de las ideas políticas

A partir de 1893 se publicarán varias ediciones de la obra de Stirner por parte de Reclams Universalbibliothek.
En 1896 empieza a publicarse en Alemania el periódico Der Eigene, de la mano de Adolf Brand (1874-1945), que recogerá en sus primeros números el legado intelectual de Stirner, si bien a partir de 1898 pasará a dedicarse principalmente a la defensa de los derechos de los homosexuales. De este grupo surge en 1903 la sociedad homosexual Gemeinschaft der Eigenen, inspirada parcialmente en algunos principios de inspiración stirneriana y en la que participan Adolf Brand y el escritor John Henry Mackay, entre otros. 
La obra despierta de nuevo un breve interés, y prueba de ello son, por ejemplo, las primeras traducciones, la primera al francés en 1899 por Robert L. Reclaire, seguida en 1900 de la segunda de Henri Lasvignes y en 1901 la primera al español, realizada por Dorado Montero (año en el que también aparece la tercera edición alemana de Wigand), a las que siguen las primeras traducciones al italiano de Ettore Zoccoli. 

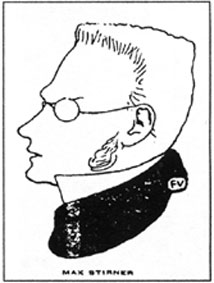
Caricatura de Max Stirner publicada por Félix Vallotton en La revue blanche, 1900.

Tras la muerte del filósofo alemán Friedrich Nietzsche en 1900 se plantea desde distintos autores la paternidad última de algunas de las ideas atribuidas al mismo. Un contemporáneo a los hechos, Hartmann, argumentará que Nietzsche habría conocido la obra de Stirner, pues en su Segunda Consideración Intempestiva, Vom Nutzen und Nachtheil der Historie für das Leben (Sobre la utilidad y los perjuicios de la historia para la vida), de 1874, había criticado exactamente aquellos pasajes de la obra de Hartmann en los que se rechazaba explícitamente la filosofía de Stirner. Hartmann resalta además el paralelismo de ciertos pensamientos y plantea entonces la pregunta de por qué Nietzsche, si bien conoció la obra de Stirner (las investigaciones de Franz Overbeck mostraron que en 1874 Nietzsche prestó a su alumno Baumgartner la obra de Stirner, sacada de la Biblioteca de Basilea, y posteriormente otros muchos testimonios incidirían en la misma dirección) y su influencia se proyecta reconocible en ciertos pasajes de la reflexión nietzscheana. 
Pedro González Blanco publica una segunda traducción al español en 1905, y un año después aparece la primera traducción y edición en ruso, al inglés la hará Steven T. Byington, editada por Benjamin Tucker en 1907, el mismo año en que aparece la segunda edición en ruso, al italiano en 1909 y al sueco en 1910.
Paralelamente surge en Estados Unidos un grupo de escritores que se arremolinan en torno al periódico Liberty (1881-1908), como Benjamin Tucker, Dora Marsden o George Schumm, que desde planteamientos individualistas impregnados de liberalismo económico asumen posturas de inspiración stirneriana, en el caso de Tucker siguiendo la línea marcada por Mackay de identificar a Stirner como un anarcoindividualista, mientras personajes como Mardsen prefieren mantener a Stirner como un pensador independiente al anarquismo. Algunos miembros de este círculo también escriben para los periódicos Egoism (1890-1897), The Freewoman (1913), The New Freewoman (1913) o The Egoist (1914). Cabe citar el ensayo de James Walker The Philosophy of the Egoism (La filosofía del egoísmo), publicado en 1905, como un continuador potencial de la corriente stirneriana.
La interpretación de Mackay y luego de Tucker de incluir a Stirner como un teórico político del anarcoindividualismo alcanza a algunas personas dentro del movimiento anarquista en la Europa Latina. El impacto de su obra se deja sentir durante estos años en los anarcoindividualistas franceses Émile Armand y Albert Libertad y los españoles Federico Urales y Miguel Giménez Igualada. Una de las últimas reediciones destacables de este período será la edición en español de El único y su propiedad de 1937, de Miguel Giménez Igualada. En Italia esta perspectiva influye en Enrico Arrigoni, quien luego estará exiliado en Nueva York, donde editará la publicación anarcoindividualista ecléctica Eresia en 1928 y posteriormente será un miembro a largo plazo del Libertarian Book Club en esa misma ciudad.
La interpretación de Stirner como anarcoindividualista también influenció a un sector anarcocomunista estadounidense, especialmente aquel relacionado con Emma Goldman y Max Baginski en su revista Mother Earth, quienes a su vez reconocieron sus influencias filosóficas en Stirner y políticas en Piotr Kropotkin. Bagisnki, en un ensayo titulado Stirner: The Ego and His Own (1907), publicado en Mother Earth, afirma que:

En forma total y desde el corazón los comunistas están de acuerdo con Stirner cuando coloca la palabra "tomar" en vez de la palabra "demandar" - esto lleva a la disolución de la propiedad, a la expropiación. El individualismo y el comunismo así van de la mano.

La perspectiva de identificar a Stirner como anarcoindividualista también llegó a América Latina. El historiador del anarquismo Angel Cappelletti reporta que en Argentina:

Entre los trabajadores llegados de Europa en las dos primeras décadas del siglo, había curiosamente varios individualistas stirnerianos influidos por la filosofía de Nietzsche, que veían al sindicalismo como un potencial enemigo de la ideología anarquista. Constituyeron... grupos de afinidad que en 1912 llegaban, según Max Nettlau, al número de veinte. En 1911 apareció, en Colón, el periódico El Único, que se autodefinía como 'Publicación individualista'.

En Sudamérica Biófilo Panclasta, escritor y activista anarquista colombiano, se consideró un individualista muy de la mano de la idea del superhombre de Nietzsche y fue seguidor de Stirner.
En un punto tan distante geográfica y socialmente de los principales focos de difusión de su obra como Rusia, aparece de nuevo la sombra de Stirner por la misma época y coincidiendo con la traducción y edición de su principal ensayo en ruso; concretamente de la mano del poeta y terrorista Pável Dimítrievich Turchanínov (más conocido por su seudónimo, Lev Chorni), quien escribe en 1907 la obra Nóvoe napravlénie v anarjizme: assotsiatsiónnyi anarjizm (La nueva dirección anarquista: anarquismo asociacional), publicada ese mismo año modestamente en Moscú y reeditada en Nueva York en 1923. Jun Tsuji fue un anarquista japonés, epicúreo y dadaísta, músico de Shakuhachi, actor y bohemio, el cual después de descubrir la filosofía de Stirner procedió a traducir El único y su propiedad al japonés. Stirner también influenció al activista y escritor anarquista japonés Sakae Osugi, quien recibió la influencia de Henri Bergson, Piotr Kropotkin y Georges Sorel.
Según el autor David Goodway, quien tiene una opinión diferente a los autores y pensadores que identifican a Stirner como inspiración de ideas de extrema derecha, a Stirner se lo debería interpretar como un autor de extrema izquierda. Según los escritores de An Anarchist FAQ, en la década de 1940 en Glasgow, Escocia, hubo algunas personas que tomaron el concepto de «unión de egoístas» de Stirner como la base de su organización de izquierda anarcosindicalista. El historiador anarquista Max Nettlau argumentó que Stirner no puede ser interpretado excepto en un sentido socialista. Según este punto de vista, Stirner era anticapitalista y pro-trabajo, atacaba «la división del trabajo resultante de la propiedad privada por sus efectos amortiguadores sobre el ego y la individualidad del trabajador» y escribió que la libre competencia «no es 'libre', porque me faltan las cosas para la competencia. [...] Bajo el régimen de la comunalidad los trabajadores siempre caen en manos de los poseedores de los capitalistas [...]. El trabajador no puede realizar de su trabajo en la medida del valor que tiene para el cliente». Stirner sostiene que «[e]l estado descansa sobre la esclavitud del trabajo. Si el trabajo se vuelve libre, el estado se pierde». Para Stirner, «el trabajo tiene un carácter egoísta; el trabajador es el egoísta».
Georges Palante fue un pensador francés que se identificaba con el individualismo de Stirner, Nietzsche y Schopenhauer a la vez que rechazaba radicalmente ser asociado políticamente con el anarquismo o con el liberalismo clásico.
Stirner es invocado políticamente también desde la extrema derecha por filósofos como Georges Valois y Julius Evola. Benito Mussolini, fundador del fascismo italiano, es el líder político más conocido que haya leído y citado la obra de Stirner. Mussolini, durante su periodo filosófico individualista, lo menciona en un artículo de 1908, donde expone sobre la ya mencionada relación entre el pensamiento de Stirner y el de Nietzsche:

Para Stirner, para Nietzsche, y para todos aquellos que, en su Geniale Mensch, Turk denomina los antísofos del egoísmo, el Estado es opresión organizada en detrimento del individuo. Y sin embargo, incluso para los animales de presa, existe un principio de solidaridad... El instinto de sociabilidad, según Darwin, es inherente a la propia naturaleza del hombre. Es imposible representarse a un ser humano que viva fuera de la cadena infinita de sus semejantes. Nietzsche sintió profundamente la fatalidad de esta ley de solidaridad universal. El superhombre nietzscheano intenta escapar a la contradicción: desencadena y dirige contra la masa exterior su voluntad de poder, y la grandeza trágica de sus emprendimientos proporciona al poeta por poco tiempo más un asunto digno de ser cantado...
Benito Mussolini, artículo publicado en un periódico de Romagna

En un artículo de 1919 escribe:

Detestando como lo hacemos todas las formas del cristianismo, la de Jesús y la de Marx, sentimos una intensa simpatía con el renacimiento moderno de la adoración pagana de la fuerza y el coraje. ¡Basta ya, teólogos rojos y negros de todas las iglesias, de promesas abstractas y falsas sobre paraísos que no vendrán! ¡Basta ya, ridículos salvadores del género humano, nos reímos de vuestros infalibles "hallazgos" de felicidad! ¡Dejad libre el camino a las fuerzas elementales de los individuos, porque no existe realidad humana fuera del individuo! ¿Por qué no volverá a ponerse de actualidad Stirner?
Benito Mussolini, Il Popolo d'Italia, 1919

En la opinión de Emilio F. Iodice, un erudito de estudios de liderazgo, la combinación de la «educación como maestro de Mussolini y sus raíces filosóficas basadas en los escritos de [Friedrich] Nietzsche, [George] Sorel y Max Stirner lo prepararon para dirigir con fuerza, vigor y si fuese necesario, violencia».
En Alemania, Ernst Jünger (ver su novela Eumeswil, de 1977, donde desarrolla el concepto stirneriano de «El anarca») y Carl Schmitt fueron fuertemente influenciados por su pensamiento:

Max sabe algo muy importante. Sabe que el ego no es un objeto de pensamiento.
Carl Schmitt, Ex captivitate salus, 1950

Para el filósofo político e historiador de las ideas Leszek Kołakowski, existe una explicación lógica del interés de los primeros intelectuales del fascismo y el proto-fascismo en las ideas individualistas y egoístas de Stirner:

A primera vista, el totalitarismo nazi puede parecer lo contrario del individualismo radical de Stirner. Pero el fascismo fue, ante todo, un intento de disolver los vínculos sociales creados por la historia y reemplazarlos por vínculos artificiales entre individuos que se esperaba que prestaran una obediencia explícita al estado sobre la base del egoísmo absoluto. La educación fascista combinó los principios del egoísmo asocial y el conformismo incuestionable, siendo este último el medio por el cual el individuo se aseguró su propio nicho en el sistema. La filosofía de Stirner no tiene nada que decir contra el conformismo, solo se opone a que el Ego esté subordinado a cualquier principio superior: el egoísta es libre de adaptarse al mundo si está claro que mejorará a sí mismo al hacerlo. Su "rebelión" puede tomar la forma de un completo servilismo si aumenta su interés; lo que no debe hacer es estar limitado por valores "generales" o mitos de la humanidad. El ideal totalitario de una sociedad similar a una barraca de la que se han eliminado todos los vínculos históricos reales es perfectamente consistente con los principios de Stirner: el egoísta, por su propia naturaleza, debe estar preparado para luchar bajo cualquier bandera que se ajuste a su conveniencia.
Leszek Kołakowski, Las corrientes principales del marxismo, 1976

Tras la Segunda Guerra Mundial se produce un lento y progresivo redescubrimiento de la figura y obra de Stirner. Más avanzados en el tiempo se puede citar a Sidney E. Parker, quien entre 1963 y 1993 edita y publica una serie de periódicos como Minus One y Egoist & Ego, recogiendo y ampliando las tesis stirnerianas. Influyó también en algunos de los autores de la Internacional Situacionista (1957-1972), y de manera más o menos determinante en muchos otros, como el escritor absurdista Albert Camus o el filósofo alemán-mexicano Horst Matthai Quelle. También otros autores, como el estadounidense Saul Newman o los alemanes Bernd A. Laska y Sabine Scholz, han colaborado en la recuperación del pensamiento de Stirner en los años finales del siglo XX y primeros del XXI, principalmente en el marco de iniciativas como el grupo Max-Stirner-Archiv Leipzig y otros. 
Luego de la desaparición del antiguo anarcoindividualismo antes de la Segunda Guerra Mundial, la interpretación anarquista de Stirner volvió a aparecer en el siglo XX dentro de una pequeña tendencia conocida como anarquía postizquierda, representada por personajes como Jason McQuinn, Bob Black o Hakim Bey.

### Influencia en la cultura
Las interpretaciones de las ideas de Stirner también tomaron giros no necesariamente políticos, por ejemplo inspirando el arte vanguardista. El escritor alemán B. Traven editará entre 1917 y 1919 una revista dedicada a la difusión de la filosofía stirneriana, Der Zielgelbrenner. En ese país también apareció la publicación Der Einzige en 1919, prolongándose hasta 1925, la cual fue editada por los primos Anselm Ruest (pseudónimo de Ernst Samuel) y Mynona (pseudónimo de Salomo Friedlaender). El título de la publicación proviene del nombre en alemán del principal ensayo de Stirner. La publicación también estaba influenciada por Friedrich Nietzsche y estaba conectada a la expresión artística del expresionismo y la transición desde ésta hacia el dada.
En el mundo de las letras se puede ver la influencia filosófica de Stirner en la familia de Jorge Luis Borges. Jorge Guillermo Borges (1874-1938), padre de Jorge Luis Borges (1899-1986), era un lector de Stirner. En un texto de 1921, el poeta Adriano del Valle anota, refiriéndose a aquella época (El Noticiero Sevillano, Sevilla, 6 de octubre de 1921): «El doctor Borges, padre de Norah, fumaba su opio intelectual, comentaba a Stirner, traducía a Omar Kayán y nos hablaba de sus especulaciones filosóficas sobre pragmatismo y lógica matemática (...)». Lecturas que parecen haber influenciado a su hijo:

No menos importante, aunque más secreta, es la lectura juvenil de Max Stirner, cuya obra El único y su propiedad –a la que Marx y Engels dedicaron la mayor parte de La ideología alemana- contrapone un nominalismo político a la dominación de los hombres por las ideas abstractas (no sólo de Dios, Estado ó Nación, sino también de Socialismo, Revolución ó Proletariado), abstracciones a las que llamaba "fantasmas" y denunciaba como dispositivos de dominación de los cuerpos concretos. Borges leyó apasionadamente a Max Stirner en Ginebra hacia 1920.

¿Cómo era el joven Borges a los veinte años, en el momento de su llegada a Madrid? Guillermo de Torre lo recuerda en su libro Literaturas europeas de vanguardia (1925) como un «espíritu genuinamente inquieto», como un «temperamento polémico» y con un «raro sentido del Verbo». Tres rasgos que componen un retrato que se mantendría a lo largo de su vida. Y agrega: «Llegaba ebrio de Whitman, pertrechado de Stirner, secuente de Romain Rolland, habiendo visto de cerca el impulso de los expresionistas germánicos, especialmente de Ludwig Rubiner y de Wilhem Klemm».

## Obras, algunas traducciones y ensayos relacionados

### En vida de Max Stirner
- (1834) Ueber Schulgesetze
- (1841) Colaboraciones en Die Eisenbahn
- (1842) Colaboraciones en Die Eisenbahn, Leipziger Allgemeine Zeitung y Rheinische Zeitung
- (1842) Das unwahre Princip unserer Erziehung, oder Humanismus und Realismus
- (1842) Christentum und Antichristentum
- (1842) Über die Verpflichtung der Staatsbürger zu irgendeinem Religionsbekenntnis
- (1842) Kunst und Religion
- (1842) Gegenwort
- (1842) Posaune des jüngsten Gerichts (sobre Bruno Bauer)
- (1843) Colaboraciones en Berliner Monatsschrift
- (1843) Einiges Vorläufige vom Liebesstaat
- (1843) Die Mysterien von Paris (por Eugène Sue)
- (1844) Der Einzige und sein Eigenthum (1.ª edición de Otto Wigand)
- (1845) Szeliga, "Der Einzige und sein Eigentum" von Max Stirner (ensayo)
- (1845) Moses Hess, Die letzten Philosophen (ensayo)
- (1845) Ludwig Feuerbach, Über das "Wesen des Christentums" in Beziehung auf den "Einzigen und sein Eigentum" (ensayo)
- (1845) Bruno Bauer, Feuerbach und der Einzige (Charakteristik Ludwig Feuerbachs) (ensayo)
- (1845) Recensenten Stirners
- (1846) Karl Marx y Friedrich Engels, Sankt Max, en Die deutsche Ideologie (ensayo publicado en 1888)
- (1846) Kuno Fischer, Die modernen Sophisten (ensayo)
- (1847) Die Philosophischen Reaktionaere
- (1847) Traducción del ensayo de Adam Smith, The Wealth of Nations
- (1847) Traducción del ensayo de Jean-Baptiste Say, Traité d'economie politique
- (1848) Colaboraciones en Journal Des Österreichischen Lloyd
- (1852) Geschichte der Reaktion

### Tras la muerte de Max Stirner
- (1882) Der Einzige und sein Eigentum (2ª edición de Otto Wigand)
- (1888) Karl Marx y Friedrich Engels, Sankt Max, en Die deutsche Ideologie (ensayo escrito en 1846)
- (1893) Der Einzige und sein Eigentum (1.ª edición de Reclams Universalbibliothek, 1893-1927)
- (1899) L'Unique et sa propriété (traducción francesa de Robert L. Reclaire)
- (1900) L'Unique et sa propriété (traducción francesa de H. Lasvignes)
- (1901) Der Einzige und sein Eigentum (3ª edición de Otto Wigand)
- (1901) El único y su propiedad (traducción de Dorado Montero)
- (1902) L'Unico e la sua proprietà (traducción italiana de Ettore Zoccoli)
- (1904) El único y su propiedad (2ª reedición española de Dorado Montero, editada por F. Sempere)
- (1904) Albert Lévy, Stirner et Nietzsche (ensayo)
- (1904) Victor Basch, L'individualisme anarchiste: Max Stirner (ensayo)
- (1905) El único y su propiedad (traducción de Pedro González Blanco)
- (1906) Yedinstvennyy i yego sobstvennost' (traducción y edición en ruso)
- (1907) The Ego and His Own (traducción inglesa de Steven Byington y edición de Benjamin Tucker)
- (1907) Yedinstvennyy i yego sobstvennost' (2a edición en ruso)
- (1909) L'Unico e la sua proprietà (2ª reedición italiana de Ettore Zoccoli)
- (1910) Den ende och hans egendom (traducción al sueco)
- (1910) Yedinstvennyy i yego sobstvennost' (3a edición en ruso)
- (1911) Der Einzige und sein Eigentum (edición de John Henry Mackay)
- (1911) Victor Roudine, Max Stirner, un refrattario (ensayo)
- (1914) John Henry Mackay, Max Stirner, Sein Leben und Sein Werk (ensayo)
- (1920) Le norme della scuola (traducción italiana de Pier Giuseppe Milanesi)
- (1921) L'Unico e la sua proprietà (3ª reedición italiana de Ettore Zoccoli)
- (1923) Il falso principio della nostra educazione (traducción italiana de Angelo Treves)
- (1932) Francois Lugghesi, La philosophie de Stirner (ensayo)
- (1937) El único y su propiedad (2ª reedición española de Pedro González Blanco, editada por Miguel Giménez Igualada)

### Tras la Segunda Guerra Mundial
- (1967) The False Principle of Our Education (traducción inglesa de James J. Martin)
- (1969) Nicholas Lobkowicz, Karl Marx and Max Stirner (ensayo)
- (1969) Alessio De Amicis, Il pensiero giuridico e político di Max Stirner: Johann Kaspar Schmidt (ensayo)
- (1970) El único y su propiedad (traducción española de Eduardo Subirats)
- (1971) E. Fleischmann, The Role of the Individual in Pre-revolutionary Society: Stirner, Marx, and Hegel (ensayo)
- (1971) R. W. K. Paterson, The Nihilistic Egoist: Max Stirner (ensayo)
- (1972) Der Einzige und sein Eigentum (reedición de Reclams Universalbibliothek)
- (1972) Le faux principe de notre éducation (traducción francesa de Pierre Gallissaire y André Sauge)
- (1972) P. B. De Matteis, Individuality and the Social Organism: The Controversy Between Max Stirner and Karl Marx (ensayo)
- (1974) El falso principio de nuestra educación, o humanismo y realismo (traducción española de Eduardo Subirats)
- (1974) De léducation : le faux principe de notre éducation (traducción francesa de Jean Barrué)
- (1974) Les Lois de l'école (traducción francesa de Jean Barrué)
- (1974) Le faux principe de notre éducation (traducción francesa de Henri Arvon)
- (1974) L'anticritique (Rezensenten Stirners) (traducción francesa de Henri Arvon)
- (1974) John Carroll, Break-Out from the Crystal Palace. The Anarcho-Psychological Critique: Stirner, Nietzsche, Dostoevsky (ensayo)
- (1974) Alberto Signorini, L'antiumanesimo di Max Stirner (ensayo)
- (1975) Carlos Díaz, Por y contra Stirner (ensayo)
- (1976) Frederick M. Gordon, The Debate Between Feuerbach and Stirner (ensayo)
- (1976) John P. Clark, Max Stirner's Egoism (ensayo)
- (1978) Cl. Chirat, Stirner et Marx (ensayo)
- (1979) Algumas observações provisórias a respeito do Estado fundado no amor (traducción portuguesa de J. Bragança de Miranda)
- (1979) Arte e religiao (traducción portuguesa de J. Bragança de Miranda)
- (1979) Eugene Sue, Os Mistérios de Paris (traducción portuguesa de J. Bragança de Miranda)
- (1981) Larry Alan Schiereck, Max Stirner's Egoism and Nihilism (ensayo).
- (1983) Art and Religion (traducción al inglés de Lawrence S. Stepelevich)
- (1983) Arte e religione (traducción italiana, edición de G. Penzo)
- (1983) Il falso principio della nostra educazione ol'umanesimo e realismo (traducción italiana, edición de G. Penzo)
- (1985) L'únic i la seva propietat (traducción catalana de Gustau Muñoz)
- (1986) Sidney E. Parker, The Egoism of Max Stirner (ensayo)
- (1986) Il falso principio della nostra educazione ol'umanesimo e realismo (traducción italiana de Andrea Felis)
- (1987) Den Eneste Og Hans Ejendom (traducción danesa, editada por Helikon)
- (1999) L'Unico e la sua proprietà (traducción italiana de C. Berto, editada por G. Penzo)
- (1994) Bernd A. Laska, Ein heimlicher Hit (ensayo)
- (1995) The Ego and Its Own (traducción inglesa de David Leopold, edición de Cambridge University Press)
- (1996) Bernd A. Laska, Ein dauerhafter Dissident (ensayo)
- (1997) Andrew Koch, Max Stirner: The Last Hegelian or the First Poststructuralist (ensayo)
- (1997) Bernd A. Laska, Katechon und Anarch (Carl Schmitt/Ernst Jünger/Max Stirner) (ensayo)
- (1999) L'Unico e la sua proprietà (2ª reedición italiana de Leonardo Amoroso)
- (1999) Marco Cossutta, Réflexions sur le droit et l'anarchisme. Une comparaison entre Stirner et Bakounine (ensayo)
- (1999) Arno Munster, Nietzsche et Stirner (ensayo)
- (2001) Saul Newman, War on the State: Stirner's and Deleuze's Anarchism (ensayo)
- (2002) O monadikós kai to dikó tou (traducción al griego, edición de E. Apman)
- (2003) H. lbrahim Türkdogan, Das Einzige und das Nichts. Essays zu Max Stirner (ensayo)
- (2004) El falso principio de nuestra educación, o humanismo y realismo (traducción española de Miguel López Manresa)
- (2004) El único y su propiedad (traducción de José Rafael Hernández Arias)
- (2004) O único e a sua propiedade (traducción portuguesa de João Barrento)
- (2004) Roger Maudhuy, Miss Rimbaud: Une enquête de Max Stirner (ensayo)
- (2005) Donald A. Nielsen, Horrible Workers: Max Stirner, Arthur Rimbaud, Robert Johnson, and the Charles Manson Circle (ensayo)
- (2006) John Henry Mackay, Max Stirner, His Life and His Work (traducción al inglés de Hubert Kennedy) (ensayo)
- (2008) El único y su propiedad (traducción española de Pedro González Blanco y revisión y actualización del alemán de Martín Aldao)[42]
- (2013) Escritos menores (traducción, prólogo, selección y notas de Luis Andrés Bredlow)
- (2017) The Unique and Its Property (traducción inglesa de Wolfi Landstreicher)
- (2018) La esencia de la razón de Max Stirner (extractos de El único y su propiedad, edición de Rene Mostrenco)[43]
- (2020) Críticos de Stirner (traducción española de Rene Mostrenco)

### Documentos varios sobre Max Stirner
- El materialismo, artículo sobre las críticas marxistas al movimiento hegeliano de Carlos Fernández Liria editado en Materialismo Histórico y Teoría Crítica por la Universidad Complutense de Madrid. En su sección 2 trata detenidamente la crítica de Marx al principal ensayo de Stirner, El único y su propiedad.
- Max Stirner, ensayos sobre el autor.
- Max Stirner, un disidente duradero, artículo de Bernd A. Laska.
- Max Stirner, análisis de su filosofía por José Carlos Rodríguez (Instituto Juan de Mariana).

### Sitios web dedicados a Max Stirner
- LSR-Projekt (La Mettrie, Stirner, Reich) (en inglés y alemán)
- Projekt Max Stirner (en alemán, turco e inglés)
- Max-Stirner-Archiv Leipzig (en alemán)

- Datos: Q76725
- Multimedia: Max Stirner / Q76725
- Citas célebres: Max Stirner
- Textos: Autor:Max Stirner